# Batalion ON „Brzeżany”

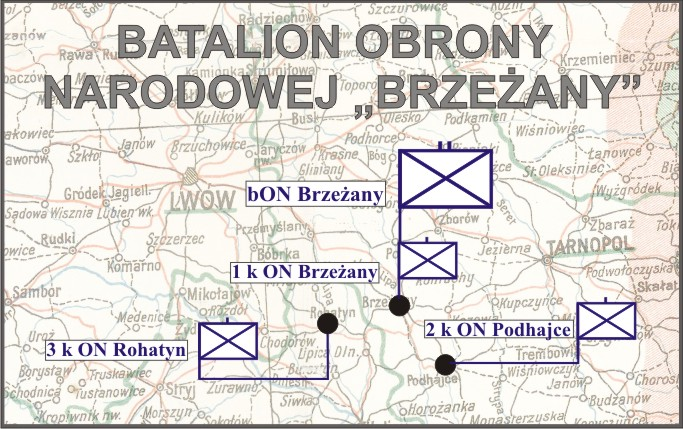
Batalion ON Brzeżany

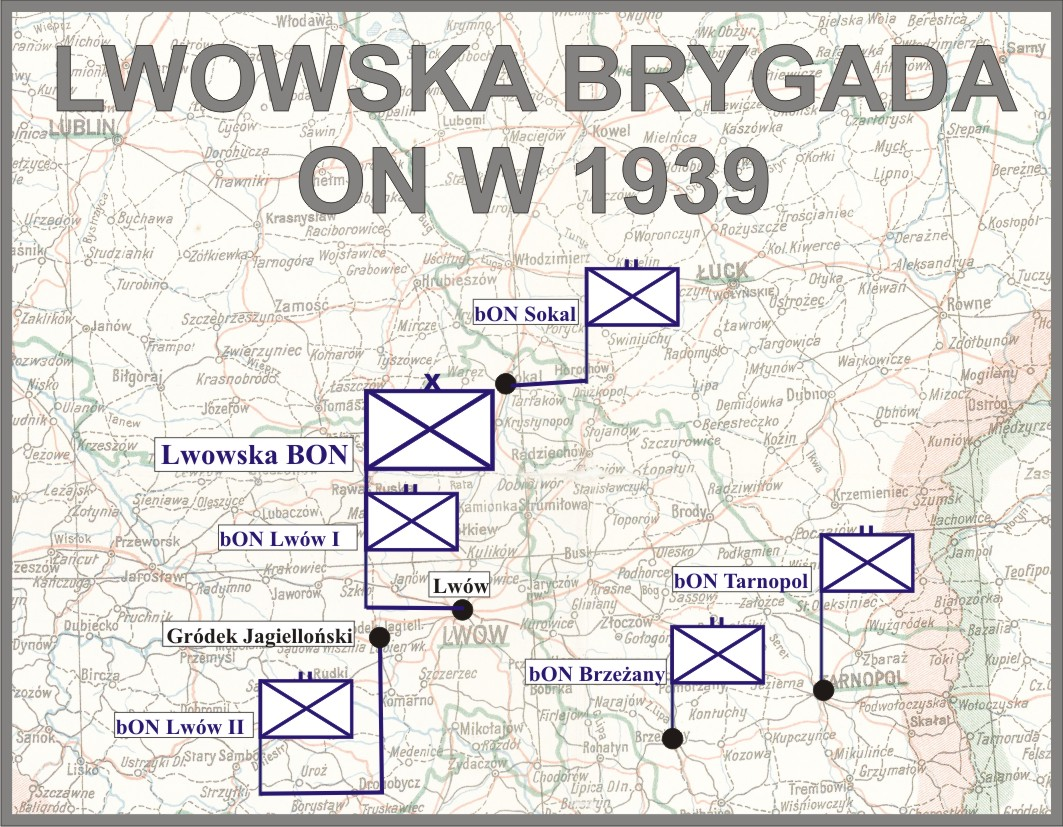
Lwowska Brygada ON

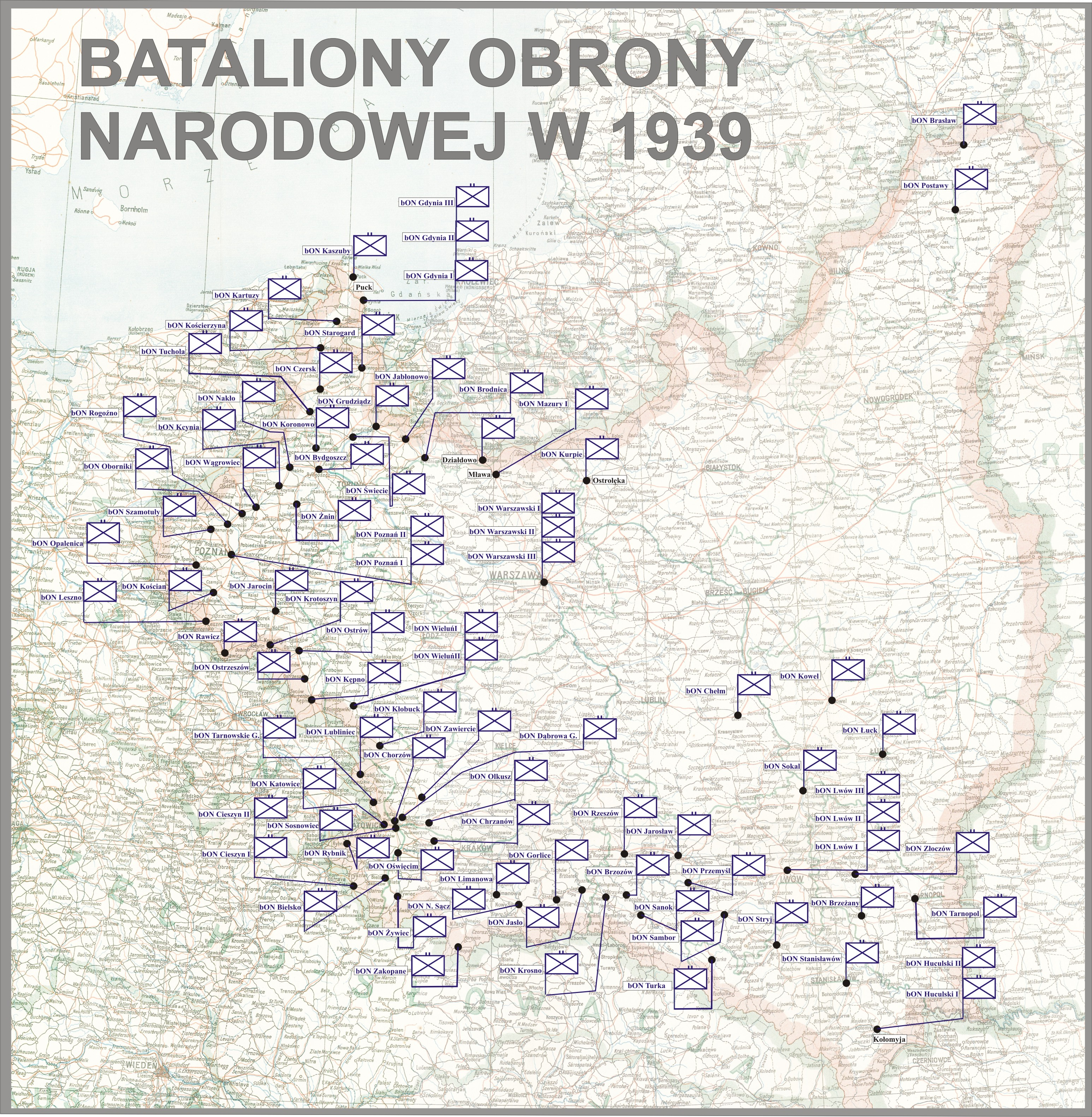
Obrona Narodowa w 1939

Brzeżański Batalion Obrony Narodowej (batalion ON „Brzeżany”) – pododdział piechoty Wojska Polskiego II Rzeczypospolitej.

## Formowanie i zmiany organizacyjne
Batalion sformowany został w 1937, w składzie Lwowskiej Brygady ON, a wiosną 1939 przeformowany na etat batalionu ON typ I.
Dowództwo batalionu i 1 kompania stacjonowały w Brzeżanach, 2 kompanię rozlokowano w Rohatynie, a 3 kompanie w Podhajcach.
Jednostką administracyjną i mobilizującą dla Brzeżańskiego batalionu ON był 51 pułk piechoty Strzelców Kresowych w Brzeżanach.
Na podstawie pisma Oddziału I Sztabu Głównego L.333/Tj.38 z kwietnia 1938 Biuro Administracji Armii poleciło Departamentowi Uzbrojenia MSWoj. przydzielenie Brzeżańskiemu batalionowi ON 375 sztuk karabinów Berthier z 11250 szt. amunicji do nich, 15 sztuk karabinków wz.1891/98/25, 9 sztuk lkm Bergmann wz.1915 i 4500 sztuk amunicji. Miały go otrzymać pierwsze drużyny każdego plutonu i każdej kompanii. Podczas drugiego przydziału tej broni dla formacji Obrony Narodowej w lipcu-sierpniu 1939 batalion otrzymał następne 135 sztuk karabinów Berthier wraz z 4050 szt. amunicji do nich, 12 sztuk lkm Bergmann wz.1915 wraz z 6000 sztuk amunicji do nich. Do końca nie jest pewne ile batalion otrzymał lkm, ile zdał do napraw lub ze względu na zużycie, przed rozpoczęciem działań wojennych.
Prawdopodobnie po ogłoszeniu mobilizacji powszechnej batalion włączony został w skład nowo utworzonej Tarnopolskiej Półbrygady ON Dowództwo batalionu sprawował kpt. Adam Będzikowski.

## Działania batalionu w 1939
1 września w Brzeżanach stacjonowała 1 kompania ON. Wkrótce wymaszerowała ona w kierunku Przemyślan, skąd zawróciła i 14 września dotarła do Narajowa. Tu nastąpiło scalenie batalionu. Batalion całością sił pomaszerował do Koniuch. Tam przebywał od 17 do 19 września. 19 września dowódca batalionu otrzymał rozkaz wycofania się w kierunku Brzeżan. Batalion wszedł prawdopodobnie w skład zgrupowania generałów bryg. w st. spocz. Leona Billewicz i Aleksandra Kowalewskiego. 19 września zgrupowanie wyszło z Brzeżan, w kolumnie rozciągniętej na przestrzeni kilku kilometrów, otoczone przez tłumy uchodźców. Dowództwo grupy nie prowadziło rozpoznania trasy marszu. O godz.16.00 dotarło do Żurawna, a o godz. 18.00 podjęto marsz w kierunku Doliny. Po godz. 19.00 maszerujące zgrupowanie zostało zaatakowane przez oddziały sowieckie, po krótkiej walce zgrupowanie złożyło broń. W czasie odwrotu został ostrzelany przez artylerię i część żołnierzy odłączyła się od oddziału. Ostatecznie batalion samo rozwiązał się, a żołnierze luźnymi grupkami wracali do domów .

## Organizacja i obsada personalna
Obsada personalna batalionu w marcu 1939 roku 
- dowódca batalionu – kpt. adm. (piech.) Adam Będzikowski(*)[b]
- dowódca 1 kompanii ON „Brzeżany” – kpt. Włodzimierz Marian Wasilkowski (*)[b]
- dowódca 2 kompanii ON „Podhajce” – kpt. Bronisław Ferdynand Jaworski (*)[b]
- dowódca 3 kompanii ON „Rohatyn” – kpt. Antoni Bizior (*)[b]